# Kroumwéogo
Kroumwéogo, parfois orthographié Koulwéogo, est une commune rurale située dans le département de Zam de la province du Ganzourgou dans la région Plateau-Central au Burkina Faso.

## Géographie
Kroumwéogo est situé à environ 17 km au nord de Zam, le chef-lieu du département, et à 45 km au nord-ouest de Zorgho, le chef-lieu de la province.

## Santé et éducation
Le centre de soins le plus proche de Kroumwéogo est le centre de santé et de promotion sociale (CSPS) de Koratinga tandis que le centre médical avec antenne chirurgicale (CMA) se trouve à Zorgho.
Le village possède une école primaire publique.